# آرامگاه عبدالله بانو
بقعه عبدالله بانو مربوط به دوره صفوی است و در شوشتر، خ، شریعتی، خیابان عبدالله بانو واقع شده و این اثر در تاریخ ۲ شهریور ۱۳۷۸ با شمارهٔ ثبت ۲۳۸۸ به‌عنوان یکی از آثار ملی ایران به ثبت رسیده است.